# Saison 2007-2008 du LOSC Lille Métropole
Maillots
Chronologie
Saison précédente Saison suivante
La saison 2007-2008 du LOSC Lille Métropole voit le club évoluer en championnat de France de football.
Le LOSC Lille Métropole ne participe cette saison à aucune compétition européenne. Du côté de l'effectif, 14 joueurs sont partis pendant la trêve estivale de 2007, dont Kader Keita et Mathieu Bodmer vers le champion en titre. Le club renforce son attaque : Luis Alfredo Yanes Padilla et Patrick Kluivert arrivent en début de saison puis Pierre-Alain Frau signe en janvier (jusqu'en 2011). Toujours en janvier Rio Mavuba en provenance de Villarreal vient compléter l'effectif (dans le cadre d'un prêt). 
C'est la dernière saison de Claude Puel en tant qu'entraineur du club, il annoncera à la fin de la saison son départ pour l'Olympique Lyonnais
Les structures du club se modernisent avec l'ouverture du Domaine de Luchin le 13 septembre. Ce « centre de vie » regroupe le centre d'entrainement, le centre de formation pour les futurs pros ainsi que les unités administratives du LOSC. Il est situé en banlieue Lilloise à Camphin-en-Pévèle. 
Le 1er février, Eiffage est sélectionné pour la réalisation du futur stade. Cette enceinte de plus de 50 000 places est attendue pour 2011.

## Rencontres

### Amical
| Match | Club à Domicile   | Score | Club à l'Extérieur | Buteurs du LOSC                                                            |
| 1.    | Lille             | 1 - 3 | Lyon               | Fauvergue (31e)                                                            |
| 2.    | Lille             | 1 - 1 | Amiens             | Fauvergue (36e)                                                            |
| 3.    | Sporting Portugal | 3 - 0 | Lille              |                                                                            |
| 4.    | Lille             | 5 - 0 | Charleroi          | Dumont (40e), Mirallas (66e), Touré (74e), Bastos (82e) et Fauvergue (87e) |
| 5.    | Lille             | 2 - 0 | Nice               | Mirallas (10e) et Dumont (83e)                                             |
| 6.    | Valladolid        | 1 - 2 | Lille              | Debuchy (9e) et Tahirović (90+2e)                                          |
| 7.    | Bruges            | 0 - 3 | Lille              | Fauvergue (84e, 87e) et Maertens (90e csc)                                 |

### Ligue 1

#### Résultats
| Journée | Club à Domicile        | Score | Club à l'Extérieur | Buteurs du LOSC                                          |
| 1re     | LOSC Lille             | 0 - 0 | Lorient            |                                                          |
| 2e      | FC Metz                | 1 - 2 | Lille              | Bastos (16e) et Maric (90e)                              |
| 3e      | LOSC Lille             | 1 - 1 | Sochaux            | Dumont (27e)                                             |
| 4e      | Le Mans UC             | 1 - 1 | Lille              | Fauvergue (35e)                                          |
| 5e      | Paris SG               | 1 - 1 | Lille              | Makoun (43e)                                             |
| 6e      | LOSC Lille             | 0 - 1 | Monaco             |                                                          |
| 7e      | Stade rennais          | 2 - 2 | Lille              | Franquart (21e) et Bastos (77e)                          |
| 8e      | LOSC Lille             | 1 - 1 | Bordeaux           | Cabaye (3e)                                              |
| 9e      | Olympique lyonnais     | 1 - 1 | Lille              | Bastos (17e)                                             |
| 10e     | LOSC Lille             | 3 - 0 | Valenciennes       | Kluivert (5e), Lichtsteiner (44e) et Plestan (67e)       |
| 11e     | SM Caen                | 1 - 0 | Lille              |                                                          |
| 12e     | LOSC Lille             | 0 - 3 | Strasbourg         |                                                          |
| 13e     | AJ Auxerre             | 0 - 1 | Lille              | Grichting (76e csc)                                      |
| 14e     | LOSC Lille             | 1 - 1 | Nice               | Fauvergue (19e)                                          |
| 15e     | Nancy                  | 2 - 0 | Lille              |                                                          |
| 16e     | LOSC Lille             | 1 - 1 | Marseille          | Kluivert (27e)                                           |
| 17e     | Toulouse FC            | 1 - 0 | Lille              |                                                          |
| 18e     | LOSC Lille             | 3 - 0 | Saint-Etienne      | Lichtsteiner (20e), Plestan (32e) et Cabaye (49e)        |
| 19e     | RC Lens                | 1 - 2 | Lille              | Bastos (17e) et Béria (83e)                              |
| 20e     | LOSC Lille             | 1 - 1 | Metz               | Cabaye (90+4e)                                           |
| 21e     | FC Sochaux-Montbéliard | 1 - 1 | Lille              | Obraniak (53e)                                           |
| 22e     | LOSC Lille             | 3 - 1 | Le Mans            | Mirallas (16e), Obraniak (40e) et Cabaye (53e)           |
| 23e     | LOSC Lille             | 0 - 0 | Paris              |                                                          |
| 24e     | AS Monaco FC           | 0 - 0 | Lille              |                                                          |
| 25e     | LOSC Lille             | 3 - 1 | Rennes             | Kluivert (43e, 53e) et Bastos (56e)                      |
| 26e     | Girondins de Bordeaux  | 0 - 0 | Lille              |                                                          |
| 27e     | LOSC Lille             | 0 - 1 | Lyon               |                                                          |
| 28e     | Valenciennes FC        | 0 - 0 | Lille              |                                                          |
| 29e     | LOSC Lille             | 5 - 0 | Caen               | Lichtsteiner (34e, 90e), Cabaye (44e, 63e) et Frau (87e) |
| 30e     | RC Strasbourg          | 0 - 1 | Lille              | Mavuba (85e)                                             |
| 31e     | LOSC Lille             | 0 - 2 | Auxerre            |                                                          |
| 32e     | OGC Nice               | 0 - 0 | Lille              |                                                          |
| 33e     | LOSC Lille             | 2 - 1 | Nancy              | Bastos (16e) et Mirallas (40e)                           |
| 34e     | Olympique de Marseille | 1 - 3 | Lille              | Mirallas (37e, 40e) et Makoun (68e)                      |
| 35e     | LOSC Lille             | 3 - 2 | Toulouse FC        | Mirallas (30e, 42e) et Bastos (40e)                      |
| 36e     | AS Saint-Étienne       | 0 - 0 | Lille              |                                                          |
| 37e     | LOSC Lille Métropole   | 2 - 1 | Lens               | Cabaye (43e) et Frau (66e)                               |
| 38e     | FC Lorient             | 1 - 1 | Lille              | Bastos (55e)                                             |

#### Classement des buteurs
- Michel Bastos = 8 buts
- Yohan Cabaye = 7 buts
- Kevin Mirallas = 6 buts
- Stephan Lichtsteiner et Patrick Kluivert = 4 buts
- Pierre-Alain Frau, Nicolas Fauvergue, Nicolas Plestan, Jean II Makoun et Ludovic Obraniak = 2 buts
- Marko Marić, Stéphane Dumont, Rio Antonio Mavuba, Peter Franquart et Franck Béria = 1 but

#### Classement des passeurs décisifs
- Ludovic Obraniak = 6 passes décisives
- Jean II Makoun = 3 passes décisives
- Souleymane Youla, Kevin Mirallas, Stephan Lichtsteiner = 2 passes décisives
- Rio Antonio Mavuba, Mathieu Debuchy et Michel Bastos = 1 passe décisive

#### Affluences
Source : site de la LFP.
- Affluence moyenne : 17 239 (327 532 au total, 12e position)
- Taux de remplissage : 81,32 % (9e position)
- Affluence maximum : 77 840 (Lille-Lyon, au Stade de France)
- Affluence minimum : 10 990 (Lille-Le Mans)

### Coupe de la Ligue
| Match | Club à Domicile | Score | Club à l'Extérieur | Buteurs du LOSC |
| 1/16  | Lens            | 1 - 0 | Lille              |                 |

### Coupe de France
| Match | Club à Domicile | Score | Club à l'Extérieur | Buteurs du LOSC                                    |
| 1/32  | Avion           | 0 - 3 | Lille              | Lichtsteiner (39e), Dumont (91e) et Mirallas (92e) |
| 1/16  | Lyon-la-Duchère | 0 - 1 | Lille              | Fauvergue (68e)                                    |
| 1/8   | Bordeaux        | 2 - 0 | Lille              |                                                    |

## Transferts

### Mercato d'été
| Nom                        | Nationalité                | Contrat                       | Provenance/Destination        | Division       |
| Arrivées                   |                            |                               |                               |                |
| Larsen Touré               | France                     | Retour de Prêt                | FC Gueugnon                   | Ligue 2        |
| Franck Béria               | France / Madagascar        | Transfert (3 ans)             | FC Metz                       | Ligue 1        |
| Eden Hazard                | Belgique                   | Contrat professionnel (3 ans) | LOSC Lille Métropole          | CFA            |
| Omar Benzerga              | France                     | Contrat professionnel (3 ans) | LOSC Lille Métropole          | CFA            |
| Badis Lebbihi              | France                     | Contrat professionnel (3 ans) | LOSC Lille Métropole          | CFA            |
| Adil Rami                  | France                     | Contrat professionnel (2 ans) | LOSC Lille Métropole          | CFA            |
| Elong Henri Ewane          | Cameroun                   | Contrat professionnel (1 an)  | LOSC Lille Métropole          | CFA            |
| Aurélien Chedjou           | Cameroun                   | Contrat professionnel (1 an)  | LOSC Lille Métropole          | CFA            |
| Cris Makiese               | France                     | Contrat professionnel (1 an)  | LOSC Lille Métropole          | CFA            |
| Jérémy Taravel             | France                     | Contrat professionnel (1 an)  | LOSC Lille Métropole          | CFA            |
| Luis Alfredo Yanes Padilla | Colombie                   | Transfert (4 ans)             | Santa Fe                      | Copa Mustang   |
| Yohann Lacroix             | France                     | Retour de Prêt                | Entente Sannois Saint-Gratien | National       |
| Marko Maric                | Croatie                    | Transfert (3 ans)             | AO Aigáleo                    | Alpha Ethniki  |
| Emra Tahirovic             | Suède / Bosnie-Herzégovine | Transfert (4 ans)             | Halmstads BK                  | Allsvenskan    |
| Patrick Kluivert           | Pays-Bas / Suriname        | Transfert (1 an)              | PSV Eindhoven                 | Eredivisie     |
| Départs                    |                            |                               |                               |                |
| Daniel Gygax               | Suisse                     | Transfert définitif (3 ans)   | FC Metz                       | Ligue 1        |
| Mathieu Robail             | France                     | Transfert (2 ans)             | Dijon FCO                     | Ligue 2        |
| Rafael Schmitz             | Brésil                     | Prêt (1 an)                   | Birmingham City               | Premier League |
| Peter Odemwingie           | Nigeria                    | Transfert (4 ans)             | Lokomotiv Moscou              | Première Ligue |
| Dieudonné Owona            | France                     | Transfert définitif (1 an)    | FCM Brussels                  | Jupiler League |
| Flavien Le Postellec       | France                     | Transfert définitif (3 ans)   | FCM Brussels                  | Jupiler League |
| Efstáthios Tavlarídis      | Grèce                      | Transfert (3 ans)             | AS Saint-Étienne              | Ligue 1        |
| Johan Audel                | France                     | Transfert (3 ans)             | Valenciennes FC               | Ligue 1        |
| Abdulkader Keïta           | Côte d'Ivoire              | Transfert (4 ans)             | Olympique lyonnais            | Ligue 1        |
| Mathieu Bodmer             | France                     | Transfert (4 ans)             | Olympique lyonnais            | Ligue 1        |
| Alexis Zywiecki            | France                     | Transfert définitif (3 ans)   | Dijon FCO                     | Ligue 2        |
| Matthieu Chalmé            | France                     | Transfert (4 ans)             | Girondins de Bordeaux         | Ligue 1        |
| Milivoje Vitakić           | Monténégro                 | Transfert (2 ans)             | Grenoble Foot                 | Ligue 2        |

### Mercato d'hiver
| Nom                | Nationalité                | Contrat                             | Provenance/Destination | Division         |
| Arrivées           |                            |                                     |                        |                  |
| Pierre-Alain Frau  | France                     | Transfert (3 ans 1/2)               | Paris SG               | Ligue 1          |
| Rio Antonio Mavuba | France                     | Prêt (avec option d'achat) (6 mois) | Villarreal CF          | Primera División |
| Départs            |                            |                                     |                        |                  |
| Emra Tahirovic     | Suède / Bosnie-Herzégovine | Prêt (avec option d'achat) (6 mois) | FC Zurich              | Super League     |
| Larsen Touré       | France                     | Prêt (6 mois)                       | Grenoble Foot          | Ligue 2          |